# Hypocrites fulvipes
Hypocrites fulvipes är en skalbaggsart som först beskrevs av Olof Immanuel von Fåhraeus 1872.  Hypocrites fulvipes ingår i släktet Hypocrites och familjen långhorningar. Inga underarter finns listade i Catalogue of Life.